# Pino Cerami
Giuseppe Cerami, conocido como Pino Cerami fue un ciclista belga, nacido en 1922 en Misterbianco en Italia. Se unió al pelotón profesional en 1946. Se nacionalizó belga el 16 de marzo de 1956.
Su mejor año fue en 1960 ganando la París Roubaix y la Flecha Valona, así como una tercera plaza en los campeonatos del mundo. Es, a día de hoy, el ciclista más longevo en ganar una etapa del Tour de Francia, hazaña conseguida en su última temporada en activo, en 1963, al ganar la 9.ª etapa. Contaba entonces 41 años y 92 días.
Desde 1964, se organiza el G. P. Pino Cerami en Bélgica en honor a este ciclista.
Falleció el 20 de agosto de 2014 a los 92 años.

## Palmarés
| 1951 - 2 etapas de la Vuelta a Bélgica - Tour de Doubs 1954 - 2 etapas de la Vuelta a Europa 1955 - 1 etapa del Tour de l'Ouest 1957 - Vuelta a Bélgica, más 1 etapa 1958 - 1 etapa del Tour de Picardie | 1959 - 1 etapa del Tour de Luxemburgo 1960 - París Roubaix - Flecha Valona - 3.º en el Campeonato Mundial en Ruta 1961 - Flecha Brabanzona - París-Bruselas 1963 - 1 etapa del Tour de Francia |

## Resultados en las grandes vueltas
| Carrera         | 1948 | 1949 | 1950 | 1951 | 1952 | 1953 | 1954 | 1955 | 1956 | 1957 | 1958 | 1959 | 1960 | 1961 | 1962 | 1963 |
| --------------- | ---- | ---- | ---- | ---- | ---- | ---- | ---- | ---- | ---- | ---- | ---- | ---- | ---- | ---- | ---- | ---- |
| Giro de Italia  | -    | 24º  | -    | -    | -    | -    | -    | -    | Ab.  | -    | -    | -    | -    | -    | -    | -    |
| Tour de Francia | -    | Ab.  | -    | -    | -    | -    | -    | -    | -    | 35.º | Ab.  | -    | -    | -    | 81.º | Ab.  |
| Vuelta a España | -    | -    | -    | -    | -    | -    | -    | -    | -    | -    | -    | -    | -    | -    | -    | -    |
| Mundial en Ruta | -    | -    | -    | -    | -    | -    | -    | -    | -    | -    | -    | -    | 3º   | Ab.  | -    | 28º  |

-: no participa

Ab.: abandono